# Аргина
Аргина (арм. Արգինա) — село в Армавирской области Армении.

## География
Село расположено в северо-западной части марза, к востоку от реки Ахурян, на расстоянии 38 километров к северо-западу от города Армавир, административного центра области. Абсолютная высота — 1255 метров над уровнем моря.
Климат
Климат характеризуется как умеренно континентальный, влажный (Dfa в классификации климатов Кёппена). Среднегодовая температура воздуха составляет 8,9 °C. Средняя температура самого холодного месяца (января) составляет −6,4 °С, самого жаркого месяца (июля) — 22,1 °С. Расчётная многолетняя норма атмосферных осадков — 374 мм. Наибольшее количество осадков выпадает в мае (64 мм).

## Население
| Год переписи | Население          | Население          | Население          | Население            | Население            | Население            |
| Год переписи | Наличное население | Наличное население | Наличное население | Постоянное население | Постоянное население | Постоянное население |
| Год переписи | Всего              | Мужчины            | Женщины            | Всего                | Мужчины              | Женщины              |
| ------------ | ------------------ | ------------------ | ------------------ | -------------------- | -------------------- | -------------------- |
| 2001         | 518                | 269                | 249                | 547                  | 287                  | 260                  |
| 2011         | 500                | 255                | 245                | 534                  | 285                  | 249                  |

| Год  | Численность | Численность |
| ---- | ----------- | ----------- |
| 1989 | 498         | [ 8 ]       |
| 2001 | 547         | [ 8 ]       |
| 2011 | 534         | [ 9 ]       |